# حتى (صيدا)
حتى هي إحدى القرى اللبنانية من قرى قضاء صيدا في محافظة الجنوب.